# Lubomierz (gemeente)

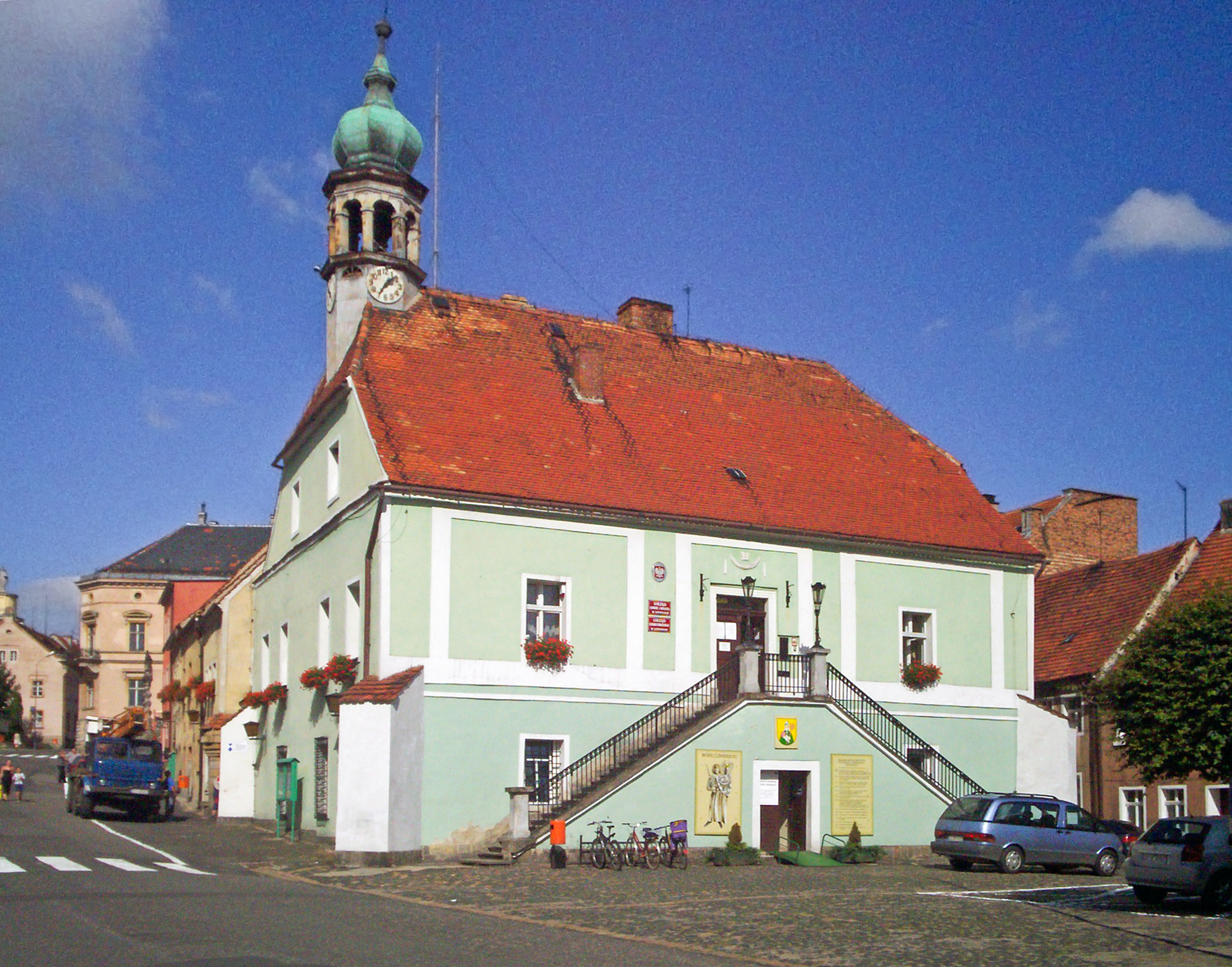
Raadhuis

De gemeente Lubomierz is een stad- en landgemeente in het Poolse woiwodschap Neder-Silezië, in powiat Lwówecki.
De zetel van de gemeente is in Lubomierz.
Op 30 juni 2004 telde de gemeente 5949 inwoners.

## Oppervlakte gegevens
In 2002 bedroeg de totale oppervlakte van gemeente Lubomierz 130,39 km², waarvan:
- agrarisch gebied: 68%
- bossen: 23%

De gemeente beslaat 18,37% van de totale oppervlakte van de powiat.

## Demografie
Stand op 30 juni 2004:
| Omschrijving                   | Totaal | Totaal | Vrouwen | Vrouwen | Mannen | Mannen |
| ------------------------------ | ------ | ------ | ------- | ------- | ------ | ------ |
| eenheid                        | aantal | %      | aantal  | %       | aantal | %      |
| inwoners                       | 5949   | 100    | 2985    | 50,2    | 2964   | 49,8   |
| bevolkingsdichtheid (inw./km²) | 45,6   | 45,6   | 22,9    | 22,9    | 22,7   | 22,7   |

In 2002 bedroeg het gemiddelde inkomen per inwoner 1301,11 zł.

## Plaatsen in gemeente Lubomierz
- Lubomierz
- Pasiecznik
- Popielówek
- Chmieleń
- Golejów
- Janice
- Maciejowiec
- Milęcice
- Oleszna Podgórska
- Pławna Dolna
- Pławna Górna
- Pokrzywnik
- Radoniów
- Wojciechów

## Aangrenzende gemeenten
Gryfów Śląski, Lwówek Śląski, Mirsk, Stara Kamienica, Wleń